# Gerardo Jiménez Sánchez
Pour les articles homonymes, voir Jiménez.
 (février 2025).
Gerardo Jiménez Sánchez, né le 21 avril 1965, est un pédiatre et scientifique mexicain qui, en collaboration avec David Valle et Barton Childs, a effectué la première analyse médicale du génome humain au niveau mondial . Il a été directeur fondateur du premier Institut national de médecine génomique en Amérique latine (en) (INMEGEN) et leader de l'équipe qui a mis au point la carte du “génome mexicain” .

## Biographie
Jiménez Sánchez est né dans la ville de Mexico en 1965. Il est le fils de l’agronome Leobardo Jiménez et de la biochimiste Estela Sánchez, tous deux chercheurs mexicains émérites[réf. nécessaire]. Il a obtenu le titre de médecin chirurgien de la faculté de médecine de l'UNAM et s'est spécialisé en pédiatrie médicale à l'Institut national de pédiatrie. Il a fait son doctorat en génétique humaine et biologie moléculaire à l’Université Johns-Hopkins aux États-Unis. Ses études de troisième cycle comprennent aussi la Duke University, aux États-Unis. Il s’est spécialisé en haute direction des entreprises (HD2), haute direction en innovation technologique (HDIT) et haute direction pour les services, à l'École de commerce de l’IPADE (en français, Institut panaméricain de haute direction entrepreunariale).
Il est l'un des plus grands experts au niveau mondial en biotechnologie, génomique et biologie moléculaire. Il fut président de biotechnologie au sein de l'OCDE (2006-2013) et est actuellement président du Comité pour la génomique et la bio-économie de la Human Genome Organization, (HUGO), au sein de laquelle il a participé en tant que membre du Conseil d'administration de 2007 à 2014. Il est PDG de Global Biotech Consulting (GBC Group), qui contribue à l'élaboration de projets de biotechnologie dans des domaines comme la médecine génomique, l'industrie pharmaceutique ou le développement d'entreprises de biotechnologie.
Jiménez Sánchez est PDG de Genómica Médica, président du conseil d'administration de Genómica y Bioeconomía A.C., professeur de génomique et bio-économie de l'École de santé publique à l'université Harvard. Avec Guillermo Soberón, Julio Frenk, Jorge Carpizo y Diego Valadés, il a fondé Genómica y Bioeconomía A.C., organisation dont il est le président du conseil. Il a été agent scientifique en chef de BioFields en 2010. Reconnu comme l'Homme de l'année en 2009 par l'American Biographical Institute (en) pour ses contributions à la médecine, il se distingue par son travail en tant que directeur général de l'Institut national de médecine génomique au Mexique de 2004 à 2009 et directeur du projet pour l'élaboration de la carte du génome de la population mexicaine de 2005 à 2009. Il a été membre du Conseil consultatif sur les biotechnologies du Secrétaire général des Nations unies Kofi Annan, président des 1er et 2e Congrès national de médecine génomique au Mexique (premiers dans leur genre en Amérique latine et premiers dans le monde) et en 2013, il a été président du Forum international « Génomique, Innovation et Croissance Économique ».
Il a aussi été président-fondateur de la Société mexicaine de médecine génomique en 2004. En 2003, il obtient la chaire de Silanes en médecine génomique et la même année, il reçoit le master d’or du Forum de haute direction présidé par le roi Juan Carlos Ier d'Espagne. En 2001, il a reçu le prix « Dr Miguel Otero » pour sa recherche clinique du Conseil de santé générale du gouvernement du Mexique. En 1999, il remporte le prix de la meilleure recherche en pédiatrie de la Society for Pediatric Research (en) aux États-Unis. En 1997, il est entré par invitation à l'Académie des sciences de New York.
Il a été invité à donner des conférences dans les institutions les plus prestigieuses d’Europe, d’Asie et d’Amérique, parmi elles : la John F. Kennedy School of Government, la Harvard Medical School, l’Agence des sciences et de la technologie au Japon, l'Académie nationale des sciences des États-Unis, le Genome Institute de Singapour, le Gouvernement des Pays-Bas, l’Université catholique du Chili, de Génome Canada, le Centre du génome estonien, le Gouvernement des Émirats arabes unis, l’Institut technologique autonome du Mexique, l’Université de Genève, l'Organisation mondiale de la santé, de la Malaisie Biotech Corporation.
Il est membre de : La Société mexicaine des sciences génomiques (2004), la Société mexicaine de pédiatrie (2000), l'American Society of Gene Therapy, États-Unis (1999), la Société latino-américaine des erreurs innées du métabolisme (1998), la Society for Inherited Metabolic Disorders, États-Unis (1998), l’American Society of Human Genetics (en), États-Unis (1997), la Latin American Society of Human Genetics, États-Unis (1990), The Society for the Study of Inborn Errors of Metabolism, Grande-Bretagne (1990), l'Association mexicaine de génétique humaine (1988), la Société mexicaine de biochimie (1986).

## Postes occupés durant sa carrière
- Membre du Comité de Rédaction de Human Genomics (2014 – jusqu’à ce jour)
- Professeur de génomique et bio-économie, École de santé publique de Harvard (2012 - jusqu’à ce jour).
- Conseiller titulaire du Conseil Consultatif scientifique et médecin de l’Institut de sécurité et services sociaux des travailleurs de l'État du Mexique (2012 - jusqu’à ce jour).
- Président de Genómica Médica (2011 - jusqu’à ce jour).
- PDG de Global Biotech Consulting Group (2010 - jusqu’à ce jour).
- Président du Conseil. Genómica y Bioeconomía. A.C. (2010 - jusqu’à ce jour).
- Président du Comité de génomique et bio-économie de l'Organisation du génome humain (HUGO) (2010 - jusqu’à ce jour).
- Membre du Conseil d'administration de l'Organisation du génome humain (HUGO) (2007-2014).
- Président de biotechnologie de l’OCDE (2007-2013).
- Membre du Conseil exécutif en médecine génomique de l'Organisation mondiale de la santé (2011-2013).
- Membre du Conseil scientifique consultatif du Secrétaire général des Nations unies (2006 – 2009).
- Directeur général fondateur de l’Institut national de médecine génomique (INMEGEN) (2004-2009).
- Professeur de médecine génomique de la Faculté de médecine, Université nationale autonome du Mexique (UNAM) (2004-2009).
- Membre titulaire de l'Académie nationale de médecine (2005).
- Membre affilié du McKusick-Nathans Institute of Genetic Medicine. Johns Hopkins University, Baltimore, MD, États-Unis.
- Directeur du Consortium Promoteur de l'Institut de Médecine Génomique (SSA – UNAM – CONACYT – FUNSALUD), Mexique (2002-2004) [11].
- Membre titulaire de l'Académie mexicaine de pédiatrie (2001).
- Professeur du Programme d'études dupérieures en biomédecine moléculaire. CINVESTAV – IPN. México D.F., Mexique (1999-2001).
- Chercheur résident, Fondation mexicaine pour la santé, Mexique (1998-2004).
- Chercheur scientifique, au Kennedy Krieger Institute, Université Johns Hopkins. Baltimore, MD, États-Unis (1998-2001).
- Chercheur associé, à l’Howard Hughes Medical Institute, Institut de médecine génétique, Université Johns Hopkins, Baltimore, MD, États-Unis (1999 - 2000).
- Professeur de biochimie clinique, Faculté de chimie, Université nationale autonome du Mexique (UNAM) (1991-1993).

## Prix et récompenses reçus
- 2015 : Rédacteur en chef invité. Génome . Numéro spécial: «Génomique: La puissance et la promesse". Canada.
- 2013 : Président du Forum international «génomique, innovation et croissance économique”.
- 2013 : Prix “Sor Juana Inés de la Cruz” en Sciences médicales. Comité exécutif national du Parti révolutionnaire institutionnel.
- 2010 : Prix: Les 50 dirigeants qui font bouger le Mexique 2010. (Médecine et Science).
- 2008 : Président : International Symposium Regulatory challenges in Genomic Medicine in Mexico. DIA, FDA, COFEPRIS. Mexique.
- 2006 : Président du IIe National Congress of Genomic Medicine.
- 2006 : Prix national de médecine “Ignacio Chávez 2006”, Université autonome de Nuevo León, Mexique.
- 2004 : Président du Ier National Congress of Genomic Medicine.
- 2004 : Prix Master d’Or. Forum international des affaires. Présidé par le Roi Juan Carlos Ier d’Espagne.
- 2008 : Prix Fondationn GSK – FUNSALUD au Mérite institutionnel.
- 2000 : Prix du Jeune Scientifique. Society for Inherited Metabolic Disorders. États-Unis.
- 1999 : Prix pour la meilleure recherche en pédiatrie, Society for Pediatric Research. États-Unis.
- 1993 : Boursier Fulbright. Institute of International Education. New York, États-Unis.
- 1993 : Bourse du Fonds de recherche pour la santé. Ministère de la Santé et de la Consommation. Madrid, Espagne.
- 1986 : Président de la génération 1984-1987. Faculté de médecine, UNAM.
- 1983: Baccalauréat avec mention honorable en sciences chimiques et biologiques, Centre universitaire de Mexico. Mexique.

## Choix de publications scientifiques
- Genomics innovation: Transforming healthcare, business and the global economy.Genome 2015, In press.
- Genomics and the Bioeconomy: Opportunities to Meet Global Challenges. Jimenez-Sanchez G, Philp J (2015). In: Kumar D, Chadwick R (eds) Genomics and Society, 1st edn. Elsevier, San Diego, USA, p. 1–34. In press.
- La innovación genómica y su impacto en el cuidado de la salud. El Colegio Nacional. Junio de 2015 [12].
- Omics and the bioeconomy: Applications of genomics hold great potential for a future bio-based economy and sustainable development.EMBO Rep. 2015 Jan;16(1):17-20[13].
- A novel bile acid biosynthesis defect due to a deficiency of peroxisomal ABCD3.Hum Mol Genet. 2015 Jan 15;24(2):361-70 [14].
- The genetics of Mexico recapitulates Native American substructure and affects biomedical traits. Science. 2014 Jun 13;344(6189):1280-5 [15].
- Hypercontrols in genotype-phenotype analysis reveal ancestral haplotypes associated with essential hypertension. Hypertension. 2012 Apr;59(4):847-53 [16].
- Reconstructing Native American population history. Nature. 2012 Aug 16;488(7411):370-4 [17].
- Sequence analysis of mutations and translocations across breast cancer subtypes.Nature. 2012 Jun 20;486(7403):405-9 [18].
- La primera década de la medicina genómica en México (1999-2009): Hacia un nuevo paradigma en el cuidado de la salud.El Colegio Nacional, Mexico 2012 [19].
- Design and implementation of a platform for genomic medicine in Mexico.Oxford University Press, New York, USA. 2012 [20].
- Analysis of genomic diversity in Mexican Mestizo populations to develop genomic medicine in Mexico.Proc Natl Acad Sci U S A. 2009 May 26;106(21):8611-6 [3].
- The next steps for genomic medicine: challenges and opportunities for the developing world. Nat Rev Genet. 2008 Oct;9 Suppl 1:S23-7 [21].
- Genomic medicine in Mexico: initial steps and the road ahead.Genome Res. 2008 Aug;18(8):1191[22].
- Developing a plataform for genomic medicine in Mexico.Science. 2003 Apr 11;300(5617):295 [23].
- Human disease genes.Nature. 2001 Feb 15;409(6822):853 [24].
- The Effect of Mendelian Disease on Human Health.The Metabolic and Molecular Bases of Inherited Disease. Chapter 4. McGraw Hill – Medical [25].
- The Inborn Error and Biochemical Individuality.The Metabolic and Molecular Bases of Inherited Disease. Chapter 3. McGraw Hill – Medical [26].

## Notices et liens externes
- Site officiel
- Notices d'autorité :   - VIAF
  - ISNI
  - LCCN
  - WorldCat